# Van Gogh: buio nella luce
Van Gogh: buio nella luce (Van Gogh: Darkness Into Light) è un documentario cortometraggio del 1956 diretto da Fritz Goodwin e basato sulla vita del pittore olandese Vincent van Gogh.